# Альборая
Альборая, Алборая (ісп. Alboraya (офіційна назва), валенс. Alboraia) — муніципалітет в Іспанії, у складі автономної спільноти Валенсія, у провінції Валенсія. Населення — 22 409 осіб (2010).

## Географія
Муніципалітет розташований на відстані близько 300 км на схід від Мадрида, 4 км на північний схід від Валенсії.

## Демографія
Динаміка населення (INE ):

## Галерея зображень

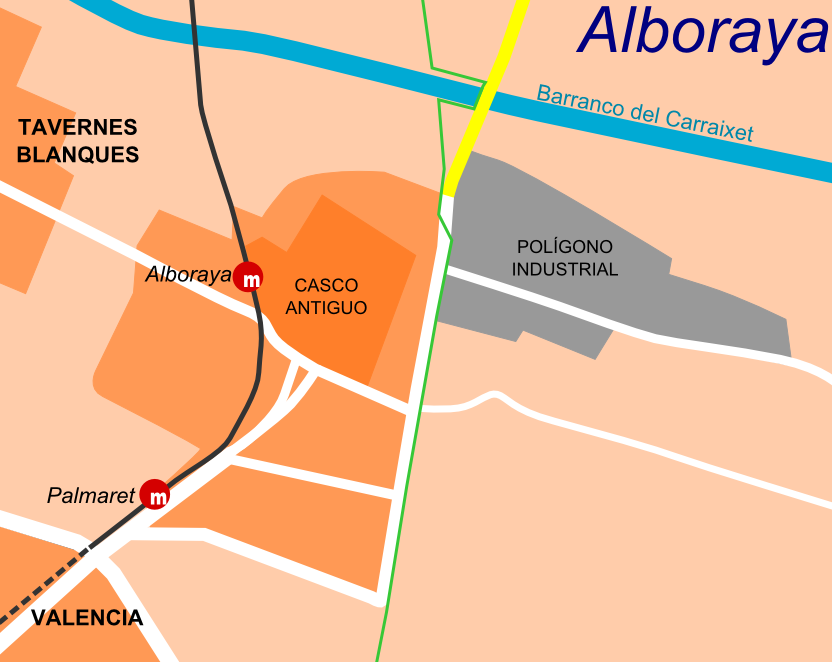
План міста
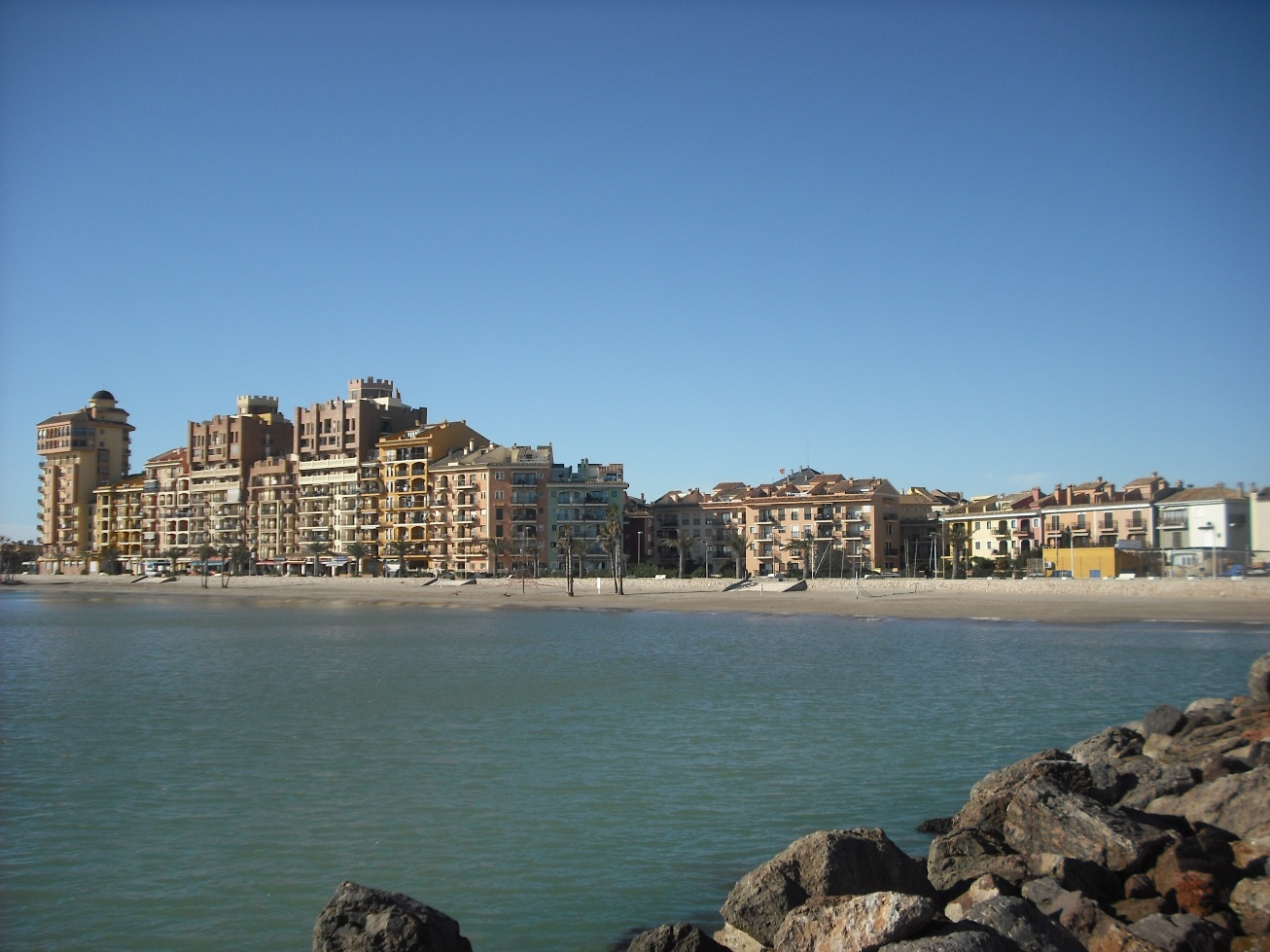
Порт Саплая
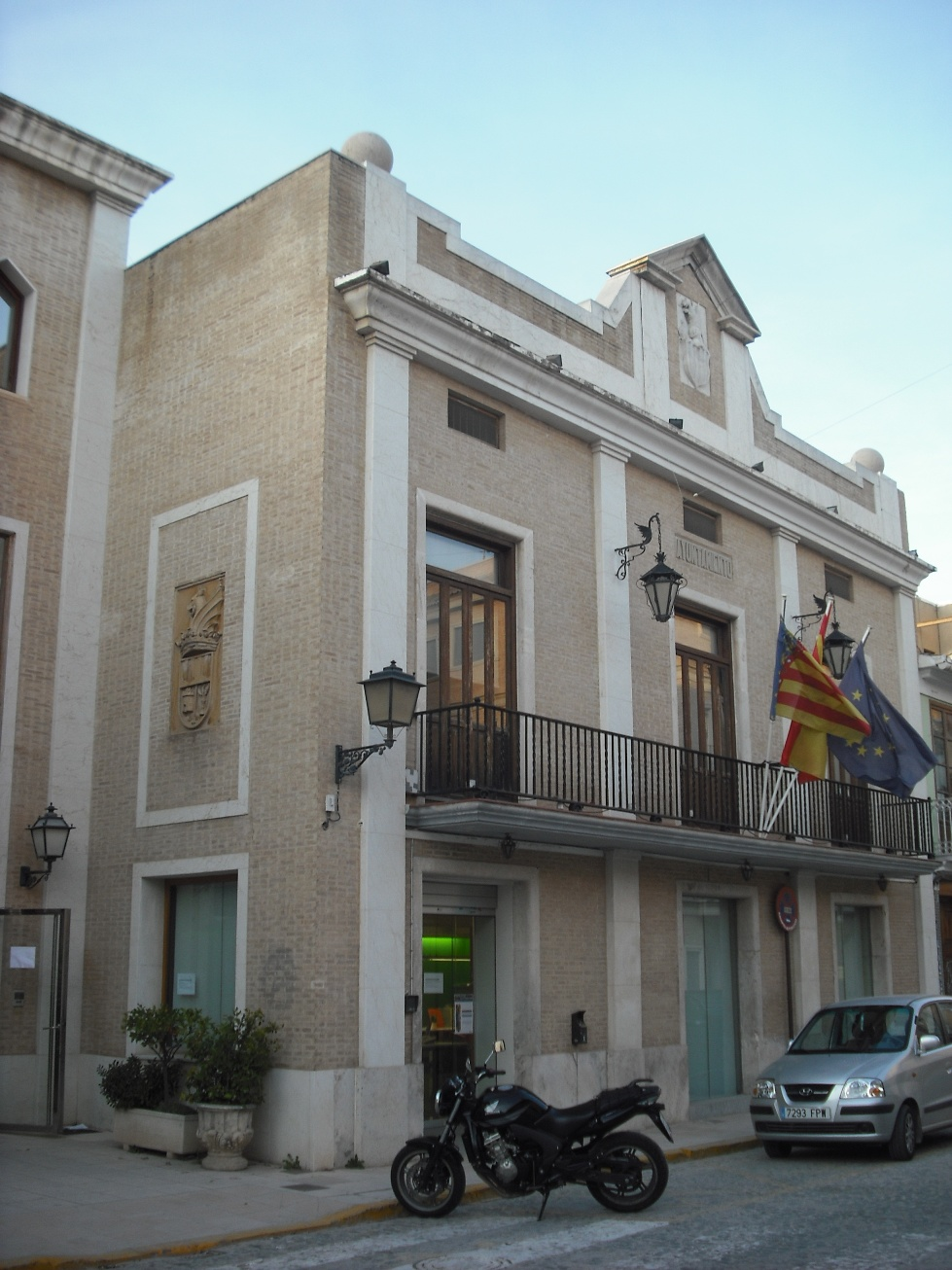
Муніципальна рада